# Pinguicula agnata
Pinguicula agnata är en tätörtsväxtart som beskrevs av S. Jost Casper. Pinguicula agnata ingår i släktet tätörter, och familjen tätörtsväxter. Inga underarter finns listade i Catalogue of Life.

## Bildgalleri

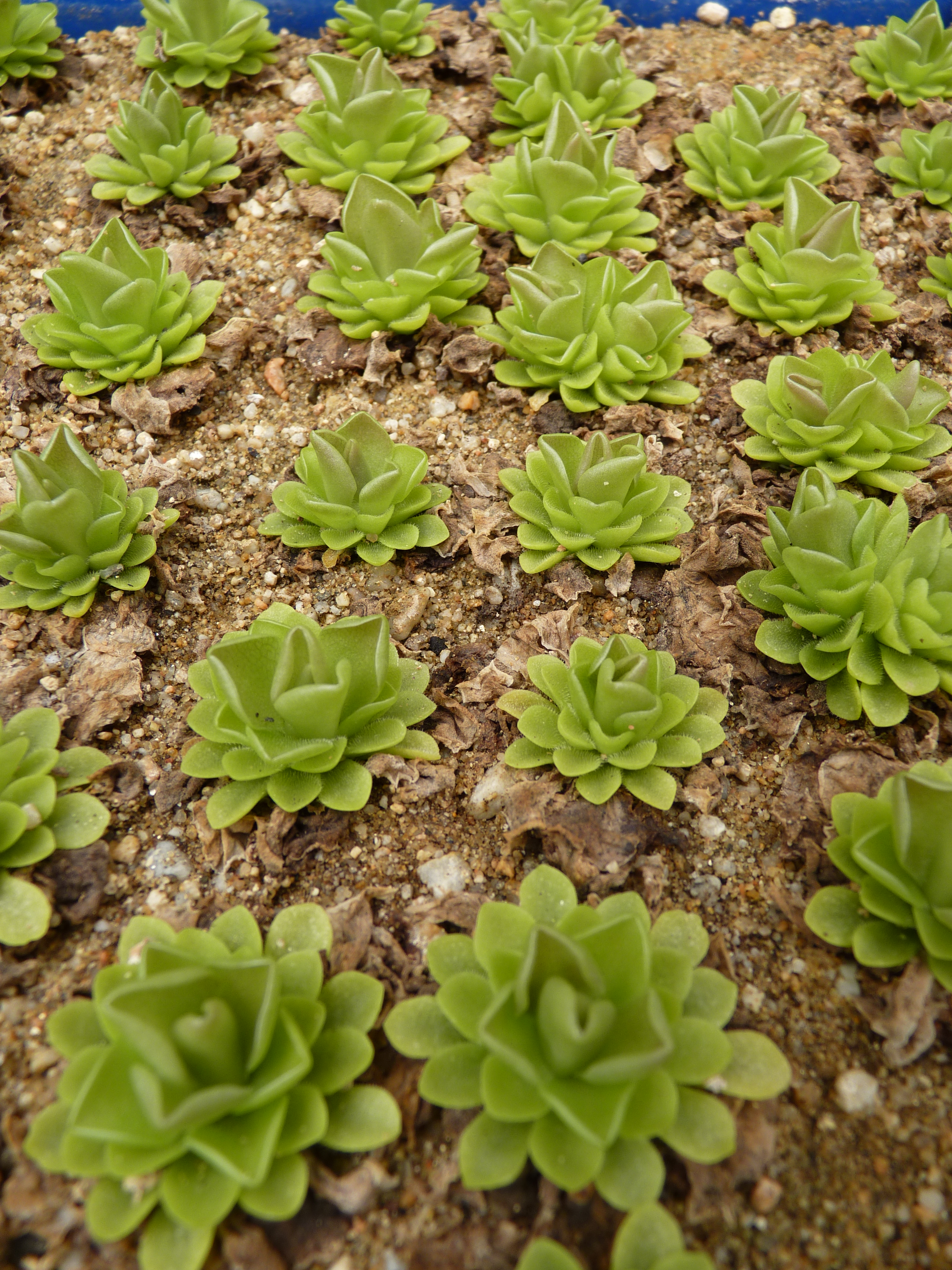
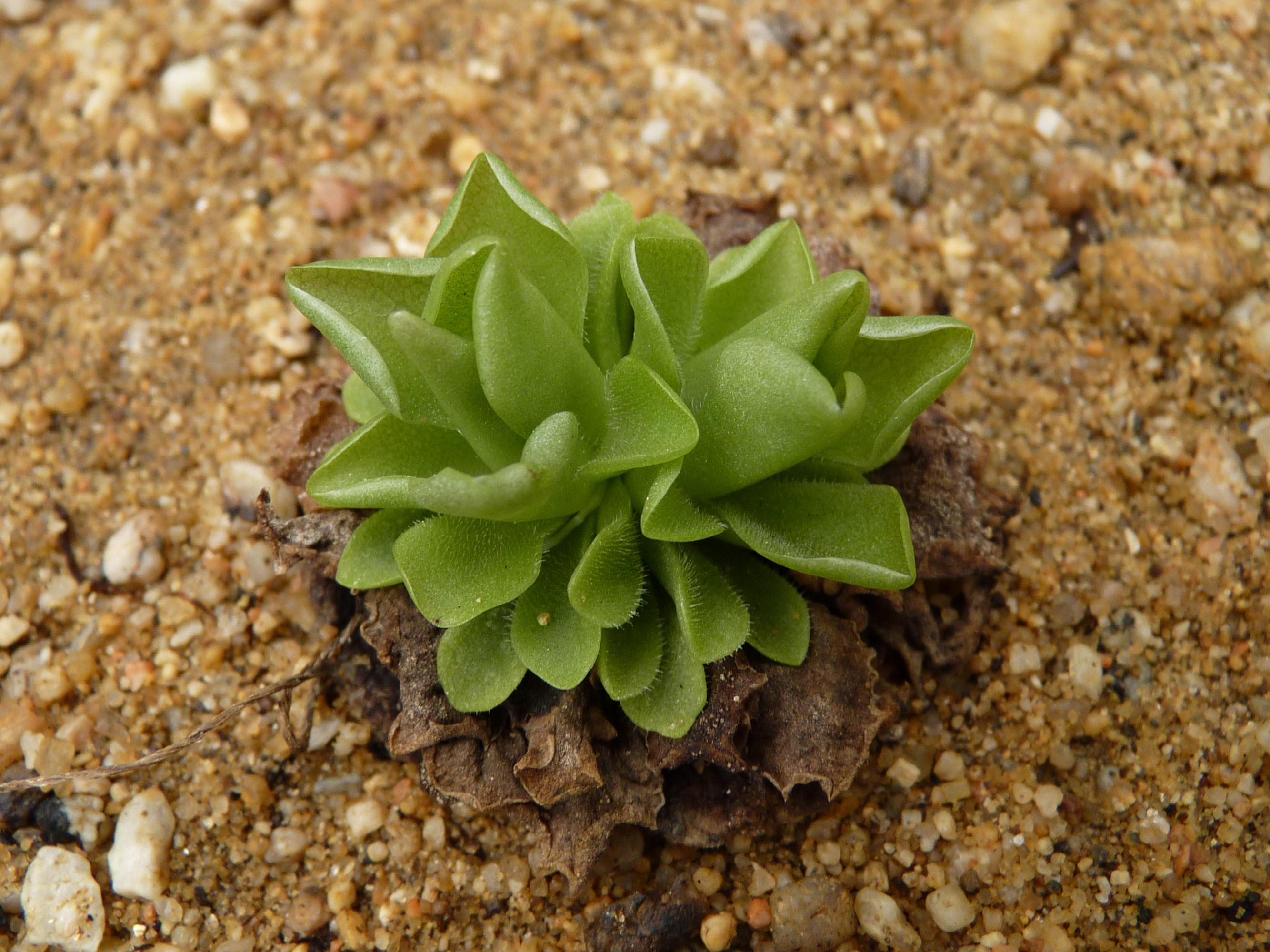
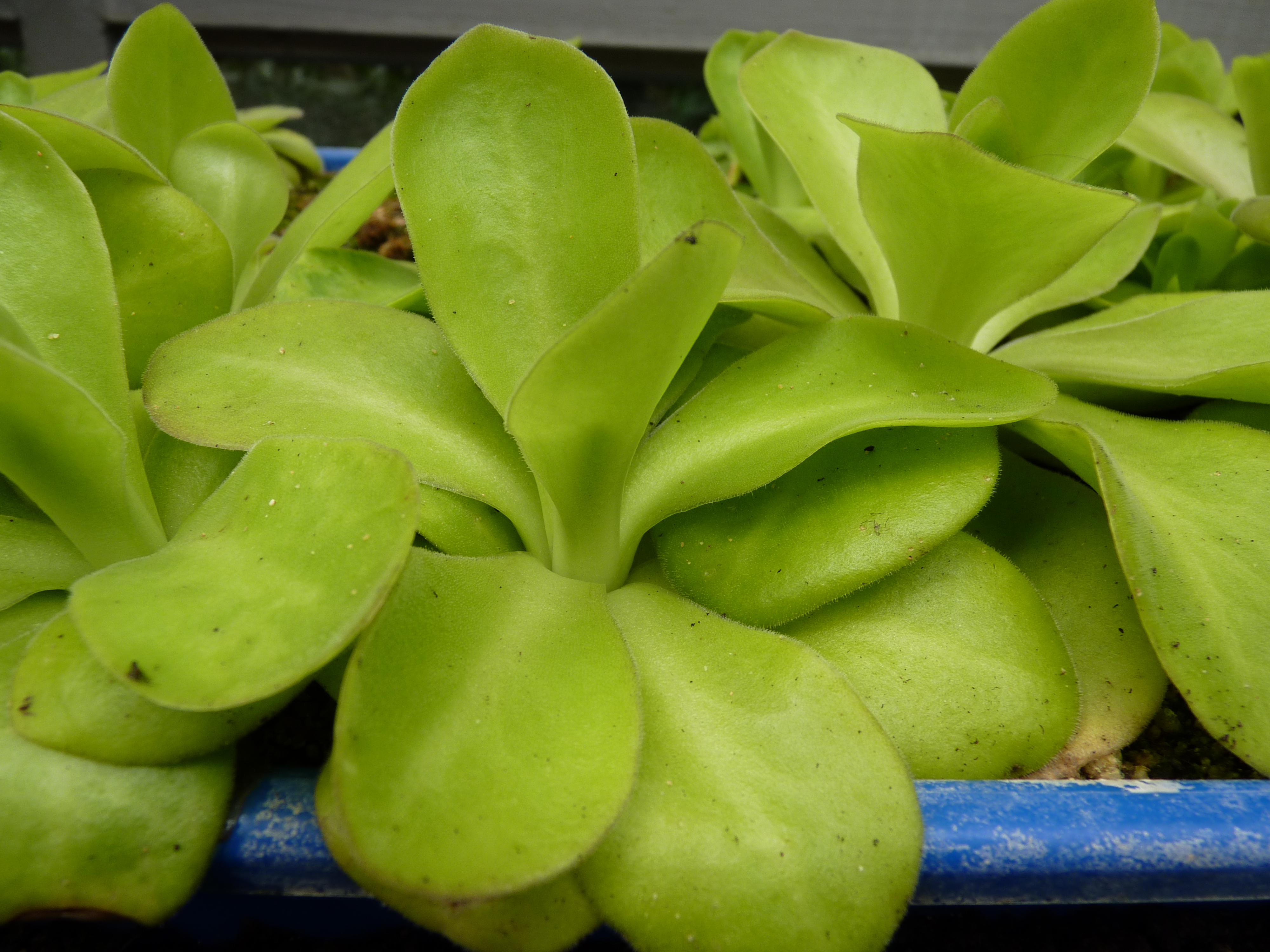
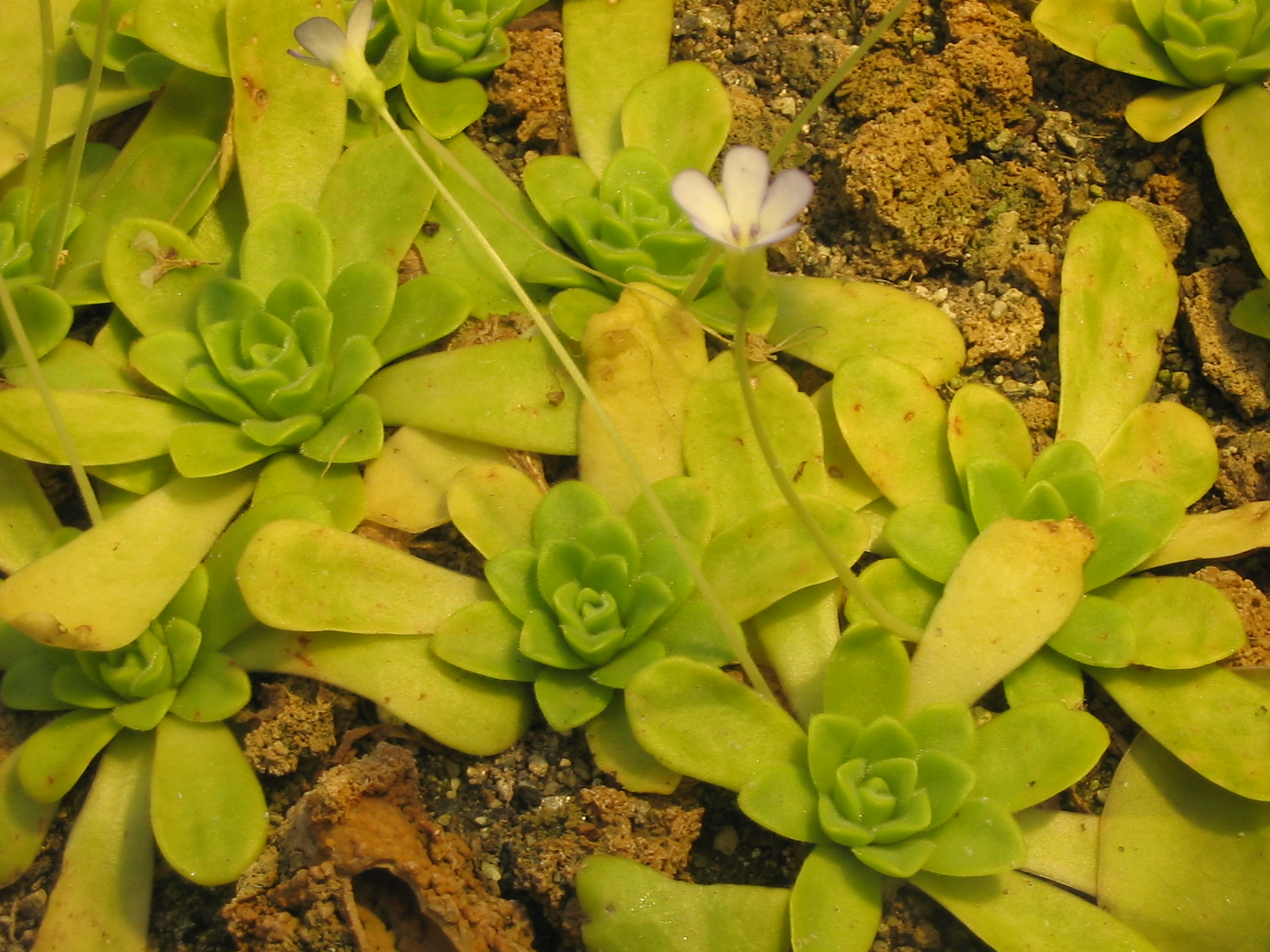
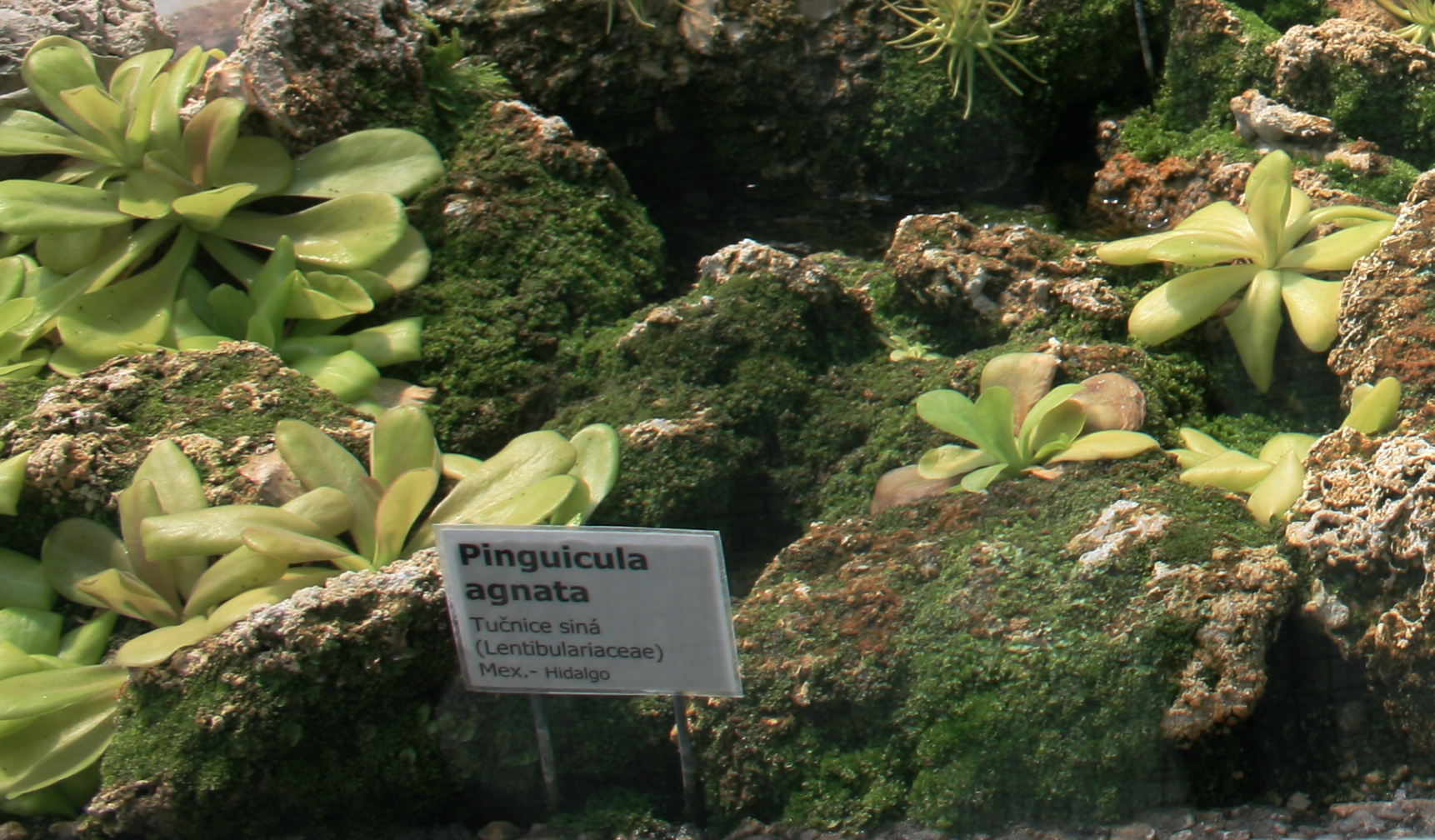
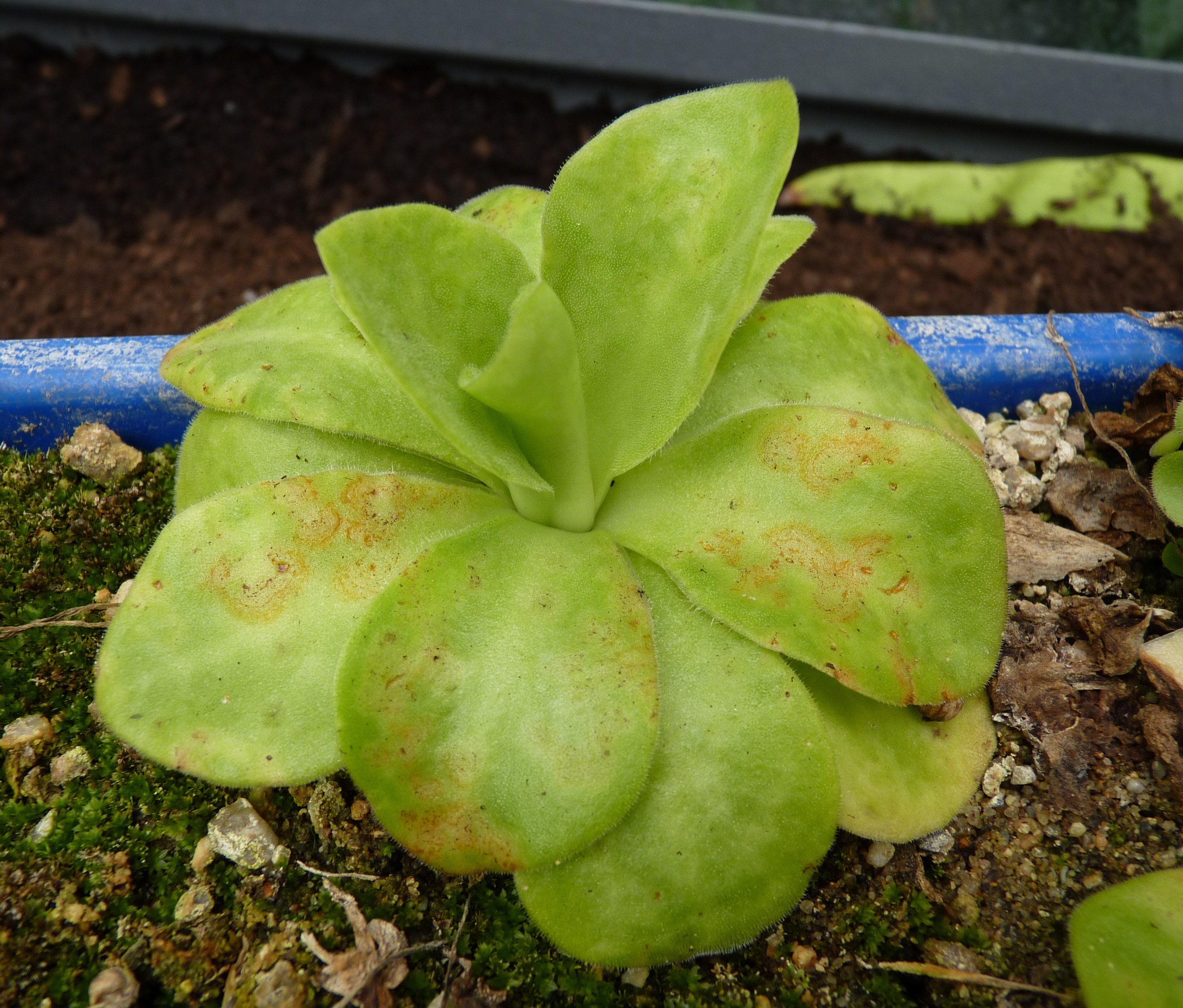